# Рожищенский сыродельный завод
Рожищенский сыродельный завод (укр. Рожищенський сироробний завод) — предприятие пищевой промышленности в городе Рожище Рожищенского района Волынской области Украины.

## История
Рожищенский сыродельный завод был построен в 1973 году в соответствии с девятым пятилетним планом развития народного хозяйства СССР и в советское время входил в число крупнейших предприятий города.
После провозглашения независимости Украины завод перешёл в ведение министерства сельского хозяйства и продовольствия Украины.
В октябре 1992 года завод (ранее входивший в состав Волынского областного объединения молочной промышленности) был передан в коммунальную собственность Волынской области.
В мае 1995 года Кабинет министров Украины утвердил решение о приватизации сыродельного завода, после чего государственное предприятие было преобразовано в открытое акционерное общество.
в 2004 году на предприятии была построена камера для созревания твердого сыра, в 2005 - ввели в эксплуатацию новую низкотемпературную холодильную камеру хранения масла мощностью 400 тонн и холодильную камеру хранения готовой продукции на 100 тонн.
В 2007 году был запущен новый цех сушки молочной сыворотки мощностью 7 тонн в сутки.
В 2008 году на предприятии заработала автоматизированная линия фасовки твёрдого сыра.
В августе 2010 года Антимонопольный комитет Украины оштрафовал завод за недобросовестную конкуренцию в связи с нарушением маркировки выпускаемого спреда.
Начавшийся в 2008 году экономический кризис осложнил положение предприятия.
В 2011 году положение завода вновь осложнилось и в декабре 2012 года предприятие было остановлено.
17 мая 2013 года завод вошёл в состав группы компаний «Тerra Food» и в начале июня 2013 года возобновил производство.

## Современное состояние
Предприятие производит твёрдые и мягкие сыры ("Голландский", "Буковинский", "Славутич", "Российский", "Дуплет", "Мраморный", "Фамильный", "Сметанковый" и др.), несколько видов плавленых колбасных сыров, а также сливочное масло.
Производственные мощности завода обеспечивают возможность переработки 200 тонн молока в сутки и производства 19 тонн сыра в сутки.
В связи с использованием аммиака в технологических процессах, относится к категории объектов повышенной опасности.